# アゴーン
アゴーン（agon）は、ボードゲームのひとつである。

## 概要

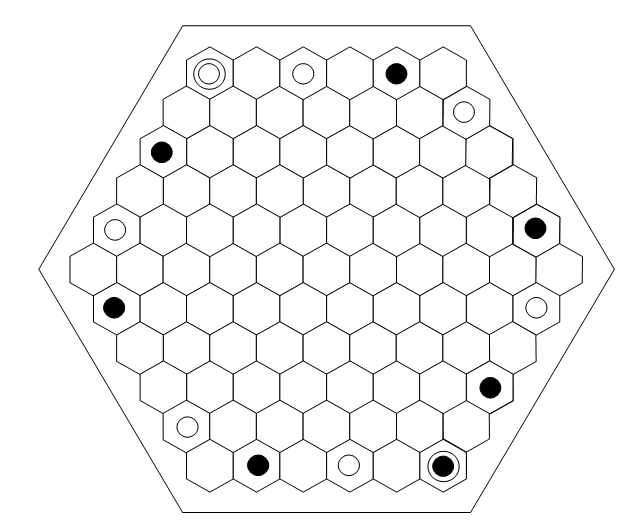
アゴーン盤面

91個の正六角形のある盤、黒と白の駒7個ずつを用いる。女王の駒1個、兵の駒6個がある。女王の駒を中央に入れ、その周囲の正六角形6個に兵の駒6個をすべて入れた方が勝者である。駒の動かし方は、1目ずつ中央に向かい、後退はできない。3個の駒が一直線にならぶと、中央に挟まれた駒はその直線の最も外側に戻される。ただしそれが女王の場合は盤のどこにおいてもよい。
規則としては、
1. 女王でなければ中央へ入ることはできない。同時に2個以上挟んだ場合は最初に女王を置き換える。
2. 取りのけをした場合は、次の番は取りのけられたほうである。
3. 女王が中央に入らないうちにその組の兵が中央のまわり6個の位置にはいらなければならないようになると負け。